# 宮崎本線料金所
宮崎本線料金所（みやざきほんせんりょうきんじょ）は宮崎県宮崎市にある宮崎自動車道の本線料金所である。宮崎ICには料金所が設けられていないため、この本線料金所で料金収受を行う。

## 道路
- E10 宮崎自動車道

## 料金所施設
ブース数：9

### 都城・えびの・鹿児島・熊本方面
- ブース数：3
  - ETC専用：1
  - ETC/一般：1
  - 一般：1

### 宮崎方面
- ブース数：6
  - ETC専用：2
  - 一般：4（うち自動精算機2）

## 隣
E10 宮崎自動車道
(4)田野IC - (4-1)清武JCT - 清武PA(上り線方向) - 宮崎本線料金所 - 清武PA(下り線方向) - (5)宮崎IC - E98 一ツ葉有料道路南線

## 特記事項
- 宮崎本線料金所を挟む形で清武PAが併設されている。
- えびの方向から宮崎本線料金所までは法定速度であるが、本線料金所から宮崎ICまでの区間は最高速度60キロに規制されている。